# Liste des cours d'eau du Sénégal

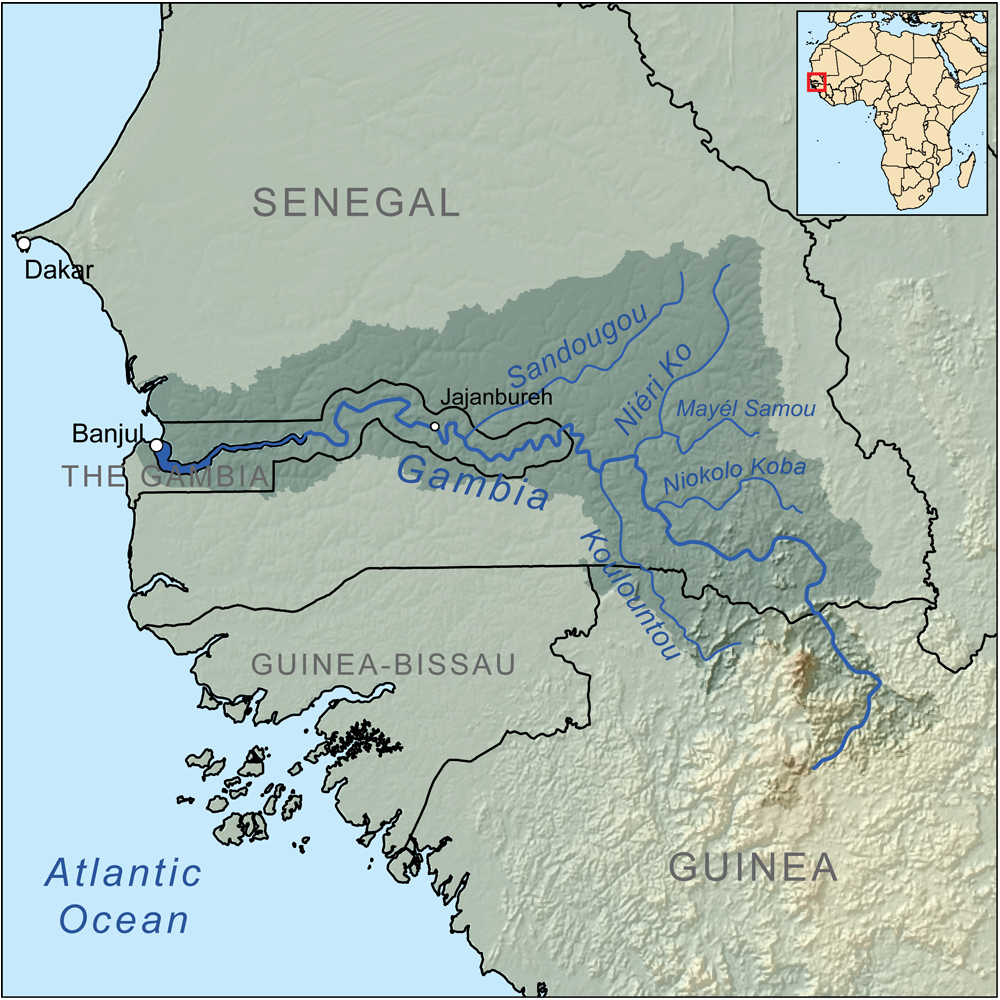
Cours d'eau du Sénégal.

Voici une liste des cours d'eau du Sénégal, par ordre alphabétique.
À noter que le Sénégal, traversé par 4 fleuves et leurs affluents, comprend également une série de cours d'eau plus ou moins éphémères, bras morts, marigots ou bolongs, dont le rattachement à la catégorie « Cours d'eau » peut parfois faire l'objet d'un débat.
- Anambé
- Casamance
  - Soungrougrou
- Diaguéri
- Dioulacolon
- Gambie
  - Koulountou
  - Niokolo Koba
  - Fatako
- Kayanga
- Khorine
- Koula
- Mboune
- Niampampo
- Nialoué
- Nien Ko
- Niériko
- Saloum
  - Diomboss
  - Bandiala
- Sandougou
- Sénégal
  - Taouey
    - Ferlo

  - Falémé
  - Doué
- Sine
- Siouré
- Thiokoye
- Tiangol Dianguina
- Tiangol Lougguéré